# Fort Sumner
Fort Sumner és una població dels Estats Units i seu del comtat de De Bacaa l'estat de Nou Mèxic. Segons el cens del 2000 tenia 1.249 habitants.

## Demografia
Segons el cens del 2000, Fort Sumner tenia 1.249 habitants, 533 habitatges, i 312 famílies. La densitat de població era de 144,8 habitants per km².
Dels 533 habitatges en un 22,9% hi vivien nens de menys de 18 anys, en un 45,8% hi vivien parelles casades, en un 9,4% dones solteres, i en un 41,3% no eren unitats familiars. En el 38,6% dels habitatges hi vivien persones soles el 23,3% de les quals corresponia a persones de 65 anys o més que vivien soles. El nombre mitjà de persones vivint en cada habitatge era de 2,21 i el nombre mitjà de persones que vivien en cada família era de 2,97.
Per edats la població es repartia de la següent manera: un 22,4% tenia menys de 18 anys, un 5,6% entre 18 i 24, un 21,2% entre 25 i 44, un 19,5% de 45 a 60 i un 31,3% 65 anys o més.
L'edat mediana era de 46 anys. Per cada 100 dones de 18 o més anys hi havia 86,3 homes.
La renda mediana per habitatge era de 19.583 $ i la renda mediana per família de 28.625 $. Els homes tenien una renda mediana de 24.722 $ mentre que les dones 16.953 $. La renda per capita de la població era de 13.327 $. Aproximadament el 20,4% de les famílies i el 25,3% de la població estaven per davall del llindar de pobresa.

## Poblacions més properes
El següent diagrama mostra les poblacions més properes.